# Santa Ana Aircraft Co
 (mars 2025).
Motif : Rien trouvé pratiquement
- Archive Wikiwix
- Bing
- Cairn
- DuckDuckGo
- E. Universalis
- Gallica
- Google
- G. Books
- G. News
- G. Scholar
- Persée
- Qwant
- (zh) Baidu
- (ru) Yandex
- (wd) trouver des œuvres sur Wikidata

| 1. | Préciser le motif de la pose du bandeau. | Précisez le motif de la pose du bandeau en utilisant la syntaxe suivante : {{admissibilité à vérifier\|date=juillet 2025\|motif=remplacez ce texte par le motif}}                          |
| 2. | Informer les utilisateurs concernés.     | Pensez à avertir le créateur de l'article, par exemple, en insérant le code ci-dessous sur sa page de discussion : {{subst:avertissement admissibilité à vérifier\|Santa Ana Aircraft Co}} |

En 1925, J. O. York réalise à Glendale (Californie) un biplan triplace à moteur Curtiss OX-5, probablement un appareil des surplus de guerre modifié. En 1928, il fonde à Santa Ana (Californie), la Santa Ana Aircraft Co, qui ne produira qu’un seul appareil, le Santa Ana VM-1. En 1928, les droits de production seront cédés à Grays Harbour Airways d'Aberdeen (Washington), dont le président fondera l’éphémère société Activian.